# 1785 en arts plastiques
| Années des arts plastiques : 1782 - 1783 - 1784 - 1785 - 1786 - 1787 - 1788    |
| Décennies des arts plastiques : 1750 - 1760 - 1770 - 1780 - 1790 - 1800 - 1810 |

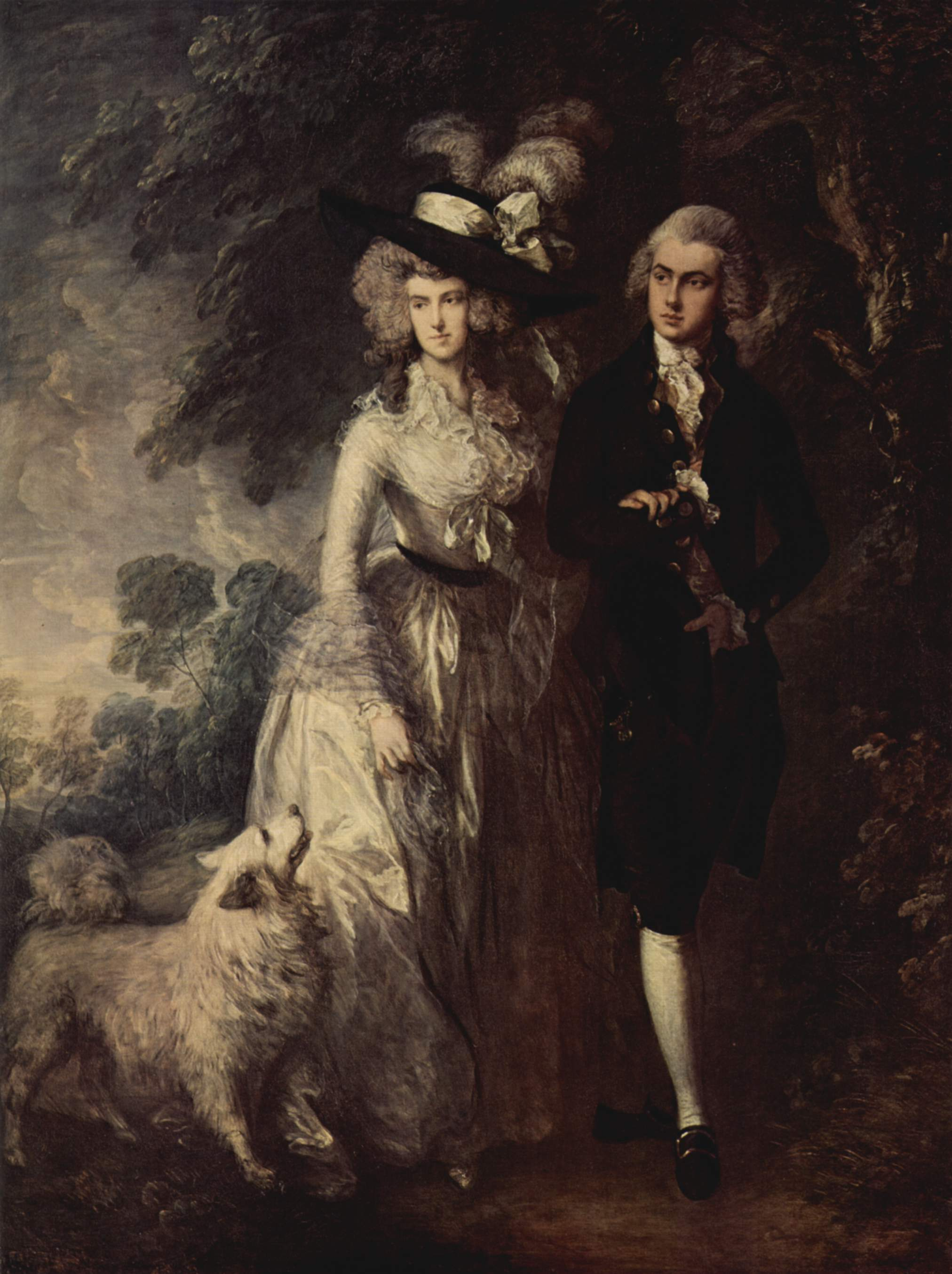
La Promenade matinale, de Thomas Gainsborough.

Cette page concerne l'année 1785 en arts plastiques.

## Œuvres
- Geneviève Brossard de Beaulieu, La Muse de la poésie livrée aux regrets que lui laisse la mort de Voltaire, huile sur toile, Poitiers, Musée Sainte-Croix.
- Adélaïde Labille-Guiard, Autoportrait avec deux élèves, New York Metropolitan Museum of Art.

## Naissances
- 30 janvier : Abel de Pujol, peintre néoclassique français († 29 septembre 1861),
- 21 mars : Woutherus Mol, peintre néerlandais († 30 août 1857),
- 16 mai : Antoine Béranger, peintre et graveur français († 21 avril 1867),
- 11 juillet : Jean-Jacques Monanteuil, peintre français de genre, de portraits et paysagiste († 10 juin 1860),
- 14 juillet : Stéphanie de Virieu, peintre et sculptrice française († 9 mai 1873),
- 22 juillet : Jean Nicolas Laugier, peintre, graveur et illustrateur français († 20 février 1875),
- 2 août : Joséphine de Gallemant, peintre française († 14 juin 1836
- 5 octobre : Giovanni Migliara, enseignant et peintre italien († 18 avril 1837),
- 30 décembre : Édouard Pingret, peintre français  († 3 juillet 1869),
- ? : Charles Motte, lithographe et éditeur français († 1836).

## Décès
- 5 février : Donat Nonnotte, peintre français spécialiste des portraits (° 10 février 1708),
- 27 février : Nicolas Truit, peintre français (° 1737),
- 8 mai : Pietro Longhi, peintre  vénitien (° 1702),
- 27 mai : Jean-Baptiste Le Paon, peintre français (° 15 mars 1738),
- 10 juin : Jan Stolker, graveur, peintre, collectionneur et marchand d'art néerlandais (° 1er juillet 1724),
- 6 juillet : Satake Yoshiatsu, daimyo et peintre japonais (° 24 novembre 1748),
- 14 décembre : Giovanni Battista Cipriani, graveur et peintre rococo et néoclassique italien (° 1727).